# Alcis medialbifera
Alcis medialbifera är en fjärilsart som beskrevs av Inoue 1972. Alcis medialbifera ingår i släktet Alcis och familjen mätare. Inga underarter finns listade i Catalogue of Life.